# 하멩쿠부워노 10세

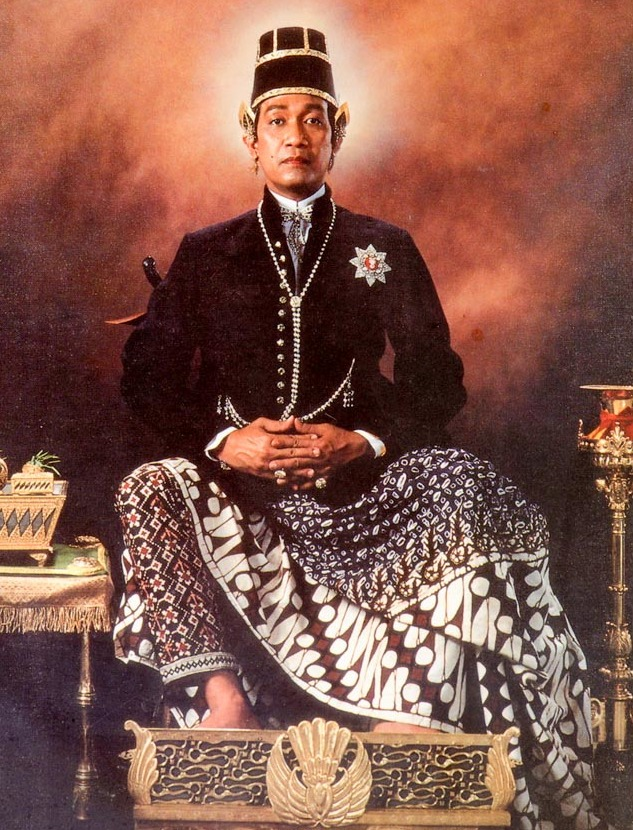
하멩쿠부워노 10세

하멩쿠부워노 10세(~世, 인도네시아어: Sri Sultan Hamengkubuwono X, 1946년 4월 2일 욕야카르타~)는 인도네시아 자와섬의 욕야카르타 술탄국의 술탄이며, 현 욕야카르타 특별주(Daerah Istimewa Yogyakarta)의 3대 주지사이다. 약칭으로 HB X로도 불린다.
1988년 10월 3일 부왕 겸 욕야카르타 주지사인 하멩쿠부워노 9세가 승하하자 이듬해 3월 7일 술탄위를 계승했다. 그러나 당시 욕야카르타 부지사였던 파쿠 알람 8세가 주지사로 승격되면서 주지사직은 승계받지 못했다.
1998년 5월 수하르토 정권이 붕괴되었으며, 그 해 9월 11일 파쿠 알람 8세가 승하하자 인도네시아 중앙정부는 10월 3일 욕야카르타 주지사직 선거를 실시했다. 하멩쿠부워노 10세는 주민 직선으로 주지사직에 당선되었다.
2012년 8월 30일, 인도네시아 정부 및 국회와의 십수년 동안의 협의 끝에, 욕야카르타 주지사직은 욕야카르타 술탄이 자동 계승하도록 법적으로 명문화되었다.
기혼이며 5명의 딸이 있다. 아들이 없어 2015년 5월 5일, 맏딸 펨바윤 공주(Princess Pembayun, 1972년 2월 24일~)에게 새로운 이름인 망쿠부미(Mangkubumi Hamemayu Hayuning Bawana Langgeng ing Mataram)를 내리며 추정왕위계승자로 지명했다.